# Árbol lunar

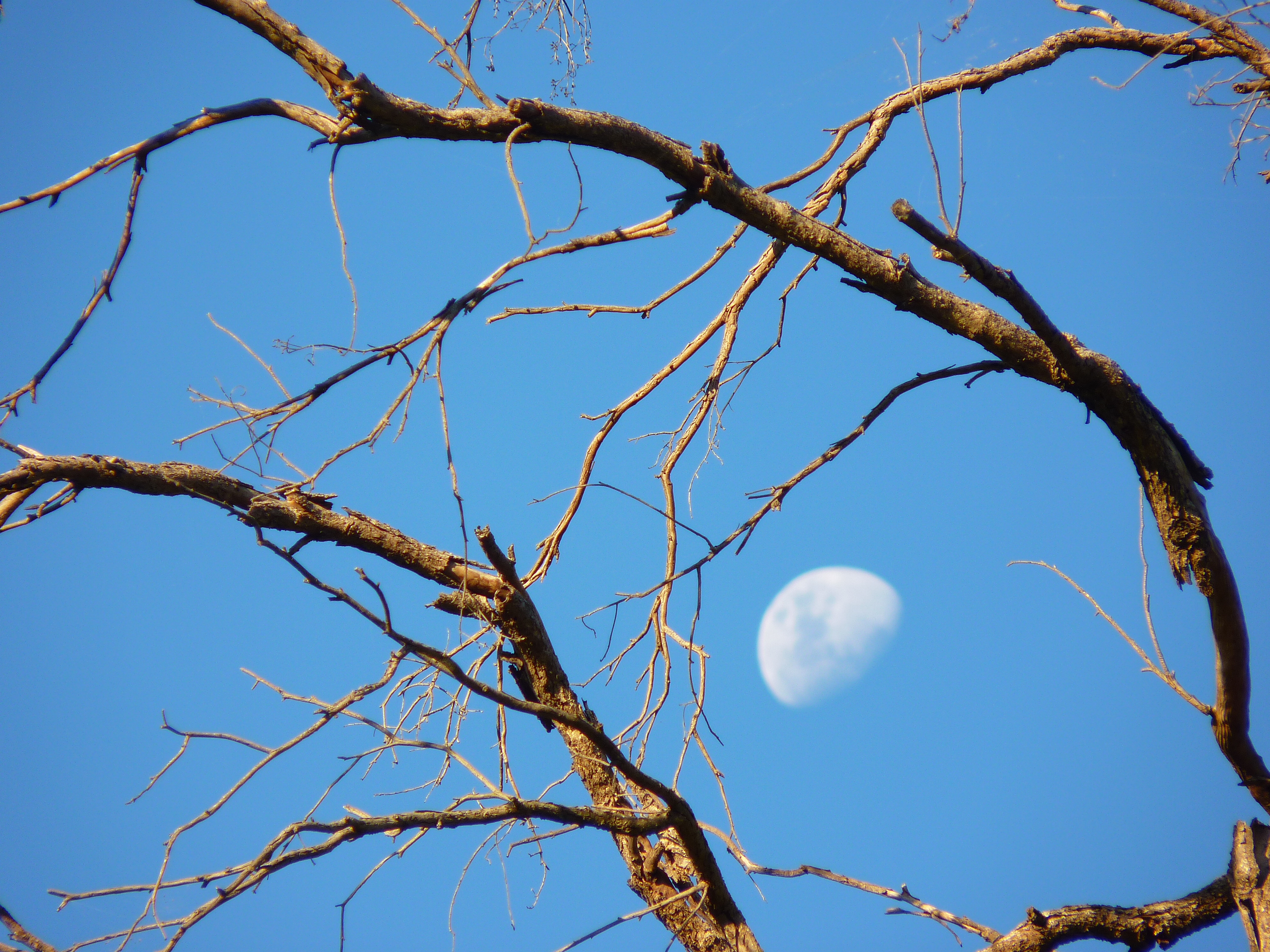
Imagen simbólica.

Los árboles lunares (en inglés: Moon trees) son árboles cultivados a partir de 500 semillas que el astronauta Stuart Roosa, piloto del módulo de comando de la misión Apolo 14, llevó en órbita alrededor de la Luna en 1971.

## Historia
Ed Cliff, jefe del Servicio Forestal de los Estados Unidos, contactó a Roosa, que había sido un bombero paracaidista en ese momento, con la idea de llevar las semillas a bordo. Las semillas para el experimento se eligieron principalmente de cinco especies diferentes: Pinus taeda, Platanus occidentalis, Liquidambar styraciflua, Sequoia sempervirens y Pseudotsuga menziesii.
Las semillas orbitaron la Luna, pero no llegaron a su superficie. La hija de Roosa, Rosemary Roosa, continúa su trabajo con la Fundación Moon Tree.

## Ubicaciones
Después del regreso de la misión, las semillas se enviaron a la estación del Servicio Forestal del sur en Gulfport, Misisipi, y a la estación occidental en Placerville, California, con la intención de germinarlas. Casi todas germinaron con éxito, y el Servicio Forestal cultivó unas 420 plántulas después de unos años. Algunas de estas se plantaron junto a sus homólogos de la Tierra, que se reservaron específicamente como controles. Después de más de cuarenta años, no hay una diferencia apreciable entre las dos clases de árboles. La mayoría de los "árboles lunares" fueron donados entre 1975 y 1976 a varias organizaciones forestales estatales y otras instituciones incluyendo la Casa Blanca, para ser plantados como parte de la celebración del bicentenario de la nación. Dado que todas las especies seleccionadas son nativas del sur o del oeste, no todos los estados recibieron árboles. Otros países como Brasil, Italia, Japón y Suiza también recibieron algunos ejemplares.
Una cruz (†) representa un árbol que ya no está vivo.
| Ciudad y estado                            | Ubicación                                                                   | Especie                                  | Fecha de plantado                           |
| ------------------------------------------ | --------------------------------------------------------------------------- | ---------------------------------------- | ------------------------------------------- |
| Auburn, Alabama                            | Laboratorio de Ciencias Forestales G.W. Andrews, Universidad de Auburn      | Pino taeda †                             | 22 de octubre de 1976                       |
| Birmingham, Alabama                        | Jardín botánico de Birmingham                                               | Plátano de Virginia                      | 25 de febrero de 1976                       |
| Montgomery, Alabama                        | Capitolio Estatal                                                           | Pino taeda                               | 19 de abril de 1976                         |
| Troy, Alabama                              | Museo Pionero de Alabama                                                    | Pino taeda                               | 5 de agosto de 1976                         |
| Tuscumbia, Alabama                         | Museo Ivy Green                                                             | Pino taeda                               | 19 de octubre de 1976                       |
| Flagstaff, Arizona                         | Escuela Sencundaria Jr. de Flagstaff                                        | Abeto de Douglas †                       | 30 de abril de 1976                         |
| Arizona                                    | Edificio de Ciencias Espaciales Kuiper, Universidad de Arizona              | Plátano de Virginia                      | 30 de abril de 1976                         |
| Ft. Smith, Arkansas                        | Palacio de Justicia del condado de Sebastian                                | Pino taeda                               | 15 de marzo de 1976                         |
| Washington, Arkansas                       | Parque histórico de Washington                                              | Pino taeda                               | 15 de marzo de 1976                         |
| Arcata, California                         | Universidad Estatal de Humboldt                                             | 3 Secuoyas de California                 |                                             |
| Berkeley, California                       | Área natural de Tilden                                                      | 2 Secuoyas de California                 | 26 de julio de 1976                         |
| Monterey, California                       | Friendly Plaza                                                              | Secuoya de California                    | julio de 1976                               |
| San Luis Obispo, California                | Mission Plaza                                                               | Secuoya de California                    | 30 de julio de 1976                         |
| Sacramento, California                     | Capitolio Estatal                                                           | Secuoya de California                    | 1976                                        |
| Cabo Cañaveral, Florida                    | Centro Espacial Kennedy                                                     | Plátano de Virginia †                    | 25 de junio de 1976                         |
| Gainesville, Florida                       | Universidad de la Florida                                                   | un Plátano de Virginia y dos Pinos taeda | [ 7 ]                                       |
| Perry, Florida                             | Parque Estatal Forest Capital Museum                                        | Pino taeda                               | 26 de abril de 1978                         |
| Tallahassee, Florida                       | Cascades Park                                                               | Plátano de Virginia                      |                                             |
| Tallahassee, Florida                       | Doyle Conner Building                                                       | Pino taeda                               |                                             |
| Athens, Georgia                            | Departamento de Planificación del Condado de Athens-Clarke                  | Pino taeda                               | Mayo de 1976                                |
| Waycross, Georgia                          | Agencia Regional de Servicios Educativos de Okefenokee                      | Pino taeda                               | ca. 1976                                    |
| Boise, Idaho                               | Escuela primaria de Lowell                                                  | Pino taeda                               | 1977                                        |
| Moscow, Idaho                              | Universidad de Idaho                                                        | Plátano de Virginia †                    | [ 9 ]                                       |
| Cannelton, Indiana                         | Campamento femenino Camp Koch                                               | Plátano de Virginia                      | 1976                                        |
| Indianápolis, Indiana                      | Capitolio de Indiana                                                        | Plátano de Virginia                      | 9 de abril de 1976                          |
| Lincoln City, Indiana                      | Parque Estatal Lincoln                                                      | Plátano de Virginia                      | 1 de mayo de 1976                           |
| Tell City, Indiana                         | Oficina del Servicio Forestal                                               | 2 Liquidámbar                            | 1976                                        |
| Atchison, Kansas                           | Bosque Internacional de la Amistad                                          | Plátano de Virginia                      |                                             |
| Elmer, Luisiana                            | Bosque experimental Palustris                                               | Pino taeda                               | abril de 1976                               |
| Nueva Orleans, Luisiana                    | Paseo fluvial de Nueva Orleans                                              | Pino taeda                               | junio de 1983                               |
| Bethesda, Maryland                         | Sociedad de Silvicultores estadounidenses                                   | Pino taeda                               | 30 de septiembre de 1975                    |
| Greenbelt, Maryland                        | Centro de vuelo espacial Goddard                                            | Plátano de Virginia                      | 9 de junio de 1977                          |
| Holliston, Massachusetts                   | Estación de policía de Holliston                                            | Plátano de Virginia                      | abril de 1976                               |
| Lansing, Míchigan                          | Capitolio de Míchigan                                                       | Haya llorona                             | 1976                                        |
| Universidad Estatal de Misisipi, Misisipi  | Parque The Junction, Estadio Davis                                          | Plátano de Virginia                      | 1975                                        |
| Waynesboro, Misisipi                       | Vivero de la Comisión Forestal                                              | Plátano de Virginia                      |                                             |
| De Soto, Misuri                            | Parque Walthers                                                             | Plátano de Virginia                      |                                             |
| Bosque Nacional Pisgah, Carolina del Norte | Cradle of Forestry in America                                               | Plátano de Virginia                      |                                             |
| Asheville, Carolina del Norte              | Universidad de Carolina del Norte en Asheville Jardín Botánico de Asheville | Plátano de Virginia                      |                                             |
| South Brunswick, Nueva Jersey              | Escuela Secundaria de South Brunswick                                       | Plátano de Virginia                      |                                             |
| Condado de Jefferson, Ohio                 | Friendship Park                                                             | Plátano de Virginia                      | 29 de julio de 1976                         |
| Eugene, Oregón                             | Universidad de Oregón                                                       | Abeto de Douglas                         | 1976                                        |
| Roseburg, Oregón                           | Hospital de veteranos                                                       | Abeto de Douglas                         | 3 de mayo de 1976                           |
| Corvallis, Oregón                          | Peavy Hall, Universidad Estatal de Oregón                                   | Abeto de Douglas                         | 1976                                        |
| Salem, Oregón                              | Capitolio Estatal                                                           | Abeto de Douglas                         | 30 de abril de 1976                         |
| Salem, Oregón                              | Residencia privada                                                          | 2 Abetos de Douglas                      | 1973                                        |
| Ebensburg, Pensilvania                     | Palacio de justicia del condado de Cambria                                  | Plátano de Virginia                      | 29 de junio de 1976                         |
| Hollidaysburg, Pensilvania                 | Highland Hall                                                               | Plátano de Virginia                      | 5 de mayo de 1976                           |
| King of Prussia, Pensilvania               | Edificio de sistemas espaciales de Lockheed Martin                          | Plátano de Virginia                      | 30 de junio de 1976                         |
| Newtown/Langhorne, Pensilvania             | Core Creek Park                                                             | Plátano de Virginia                      | 30 de abil de 1976                          |
| Filadelfia, Pensilvania                    | Parque Washington Square                                                    | Plátano de Virginia                      | 6 de mayo de 1975                           |
| Knoxville, Tennessee                       | Universidad de Tennessee                                                    | Pino taeda                               | abril de 1976                               |
| Sewanee, Tennessee                         | Universidad del sur                                                         | Plátano de Virginia                      | abril de 1976                               |
| Tullahoma, Tennessee                       | Base aérea Arnold                                                           | Pino taeda                               | abril de 1976                               |
| Olympia, Washington                        | Capitolio Estatal                                                           | Abeto de Douglas                         |                                             |
| Huntsville, Alabama                        | U.S. Space and Rocket Center                                                | 5 Plátanos de Virginia, 2 Pinos taeda †  | 29 de octubre de 1976                       |
| Tuskegee, Alabama                          | Hospital de veteranos de Alabama (CAVHCS)                                   | Pino taeda †                             | 1976                                        |
| Little Rock, Arkansas                      | Sede de la Comisión Forestal                                                | Pino taeda †                             | 15 de marzo de 1976                         |
| Monticello, Arkansas                       | Universidad de Arkansas en Monticello                                       | Pino taeda †                             | ¿1977?                                      |
| Nueva Orleans, Luisiana                    | Instalación de montaje Michoud                                              | Pino taeda ¿2? †                         | julio de 1976                               |
| North Pembroke, Massachusetts              | Sociedad Histórica                                                          | ¿Plátano de Virginia? †                  | abril de 1976                               |
| Albuquerque, Nuevo México                  | Plaza Cívica                                                                | Abeto de Douglas †                       |                                             |
| Cave Junction, Oregón                      | Aeropuerto Illinois Valley                                                  | Abeto de Douglas †                       |                                             |
| Washington D. C.                           | La Casa Blanca                                                              | Pino taeda †                             | 19 de enero de 1977                         |
| Plano, Texas                               | Escuela Secundaria Senior de Plano                                          | Plátano de Virginia                      | 4 de noviembre de 2009                      |
| Brasilia, Brasil                           | Jardín del edificio central del IBAMA                                       | Liquidámbar                              | 14 de noviembre de 1980                     |
| Santa Rosa, Brasil                         | Parque Municipal de Exposições                                              | Secuoya de California                    | 18 de agosto de 1981                        |
| Tradate, Italia                            | Parque natural Appiano Gentile                                              | Pino taeda                               | 10 de octubre de 2011                       |
| Bracey, Virginia                           | Club de golf y camping River Ridge                                          | Plátano de Virginia                      | 31 de enero de 1971                         |
| Doswell, Virginia                          | Parque Kings Dominion                                                       |                                          | [ 10 ]                                      |
| Lucerna, Suiza                             | Museo Suizo de Transporte                                                   | Plátano de Virginia                      | 15 de agosto de 1976 (fue plantado después) |
| Silver City, Nuevo México                  | Parque Gough                                                                | Plátano de Virginia                      | 8 de octubre de 2011                        |
| Houston, Texas                             | Centro espacial Johnson                                                     | Pino taeda                               | febrero de 2016                             |

## Galería

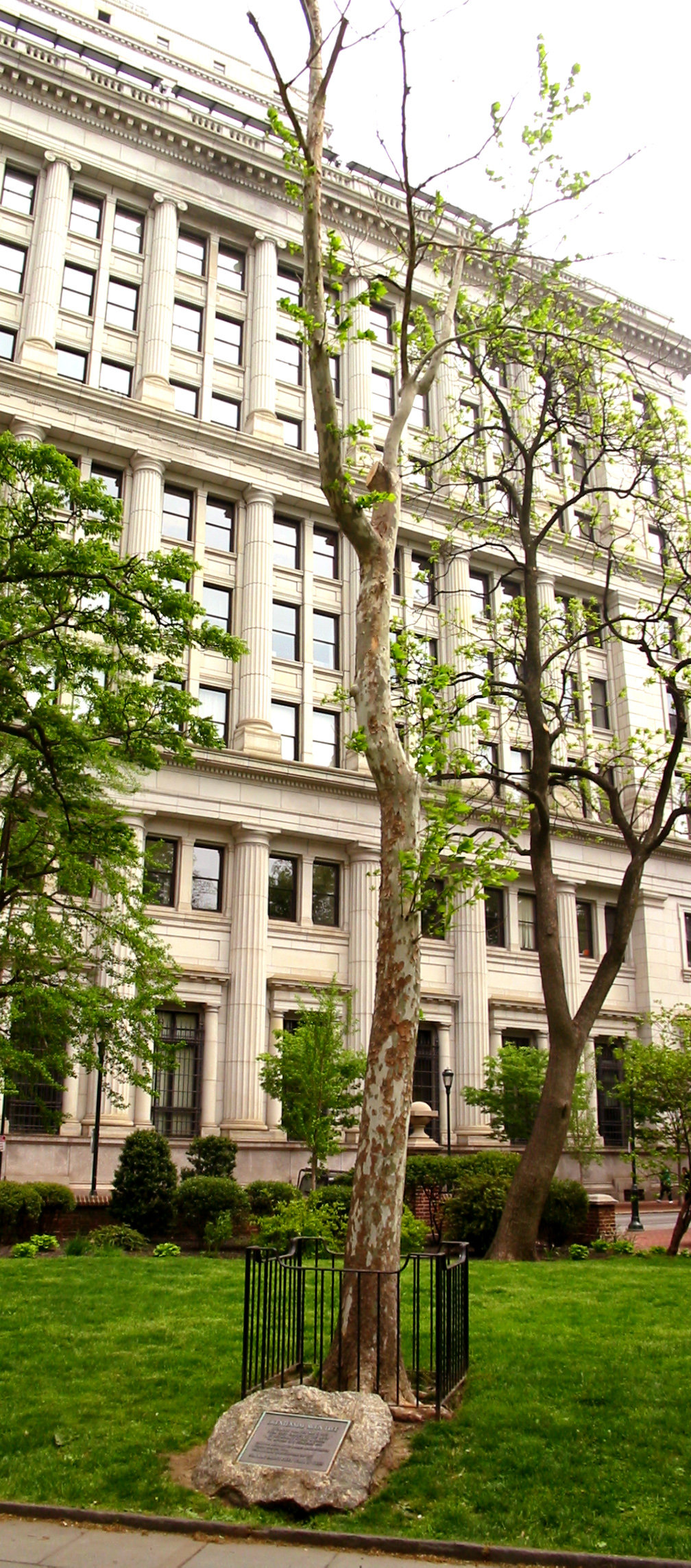
Árbol lunar plantado en 1975 en Washington Square, Filadelfia.
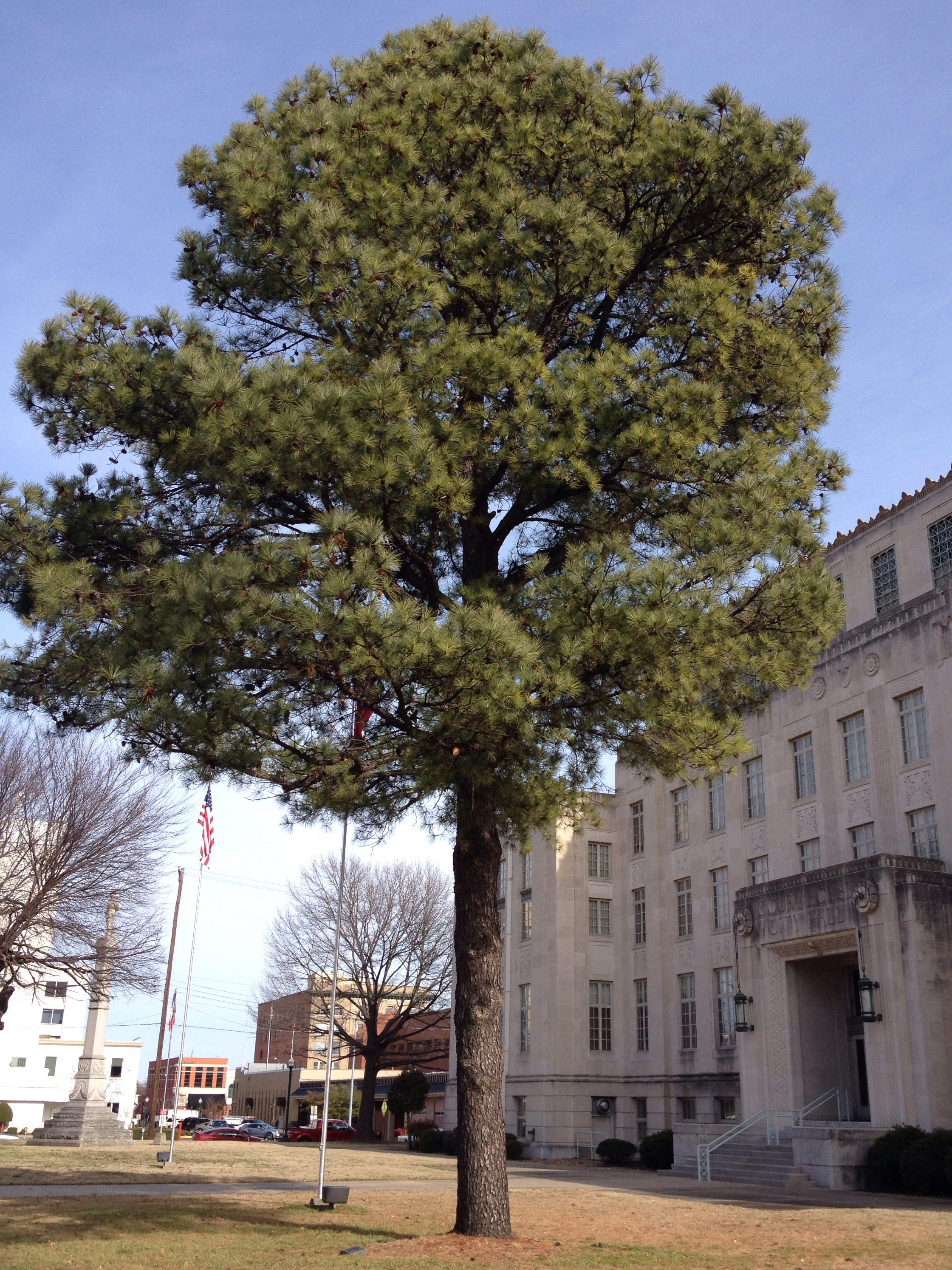
Árbol lunar frente al Palacio de Justicia del Condado de Sebastian en Fort Smith, Arkansas.
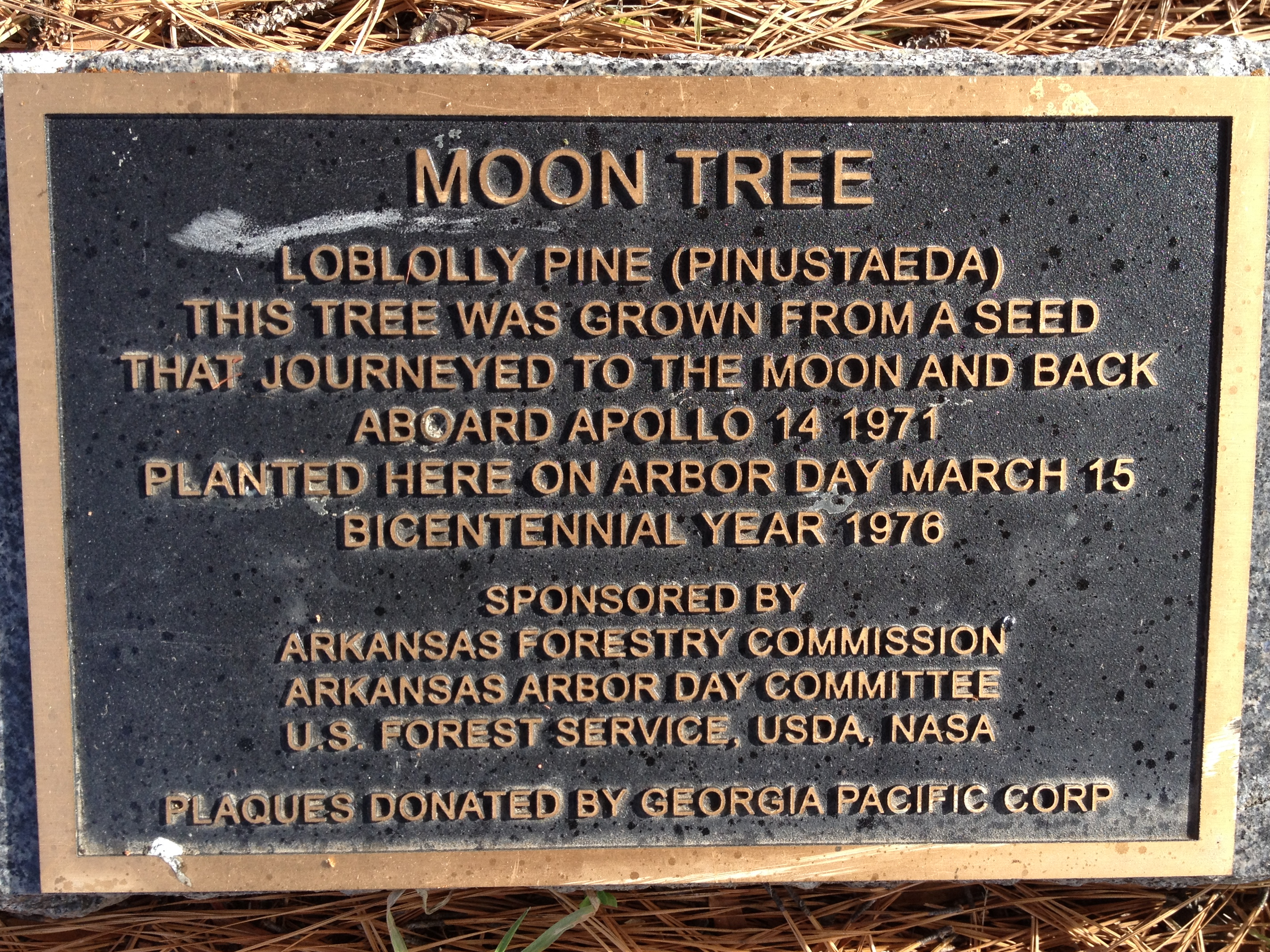
Placa en la base del árbol de Fort Smith.
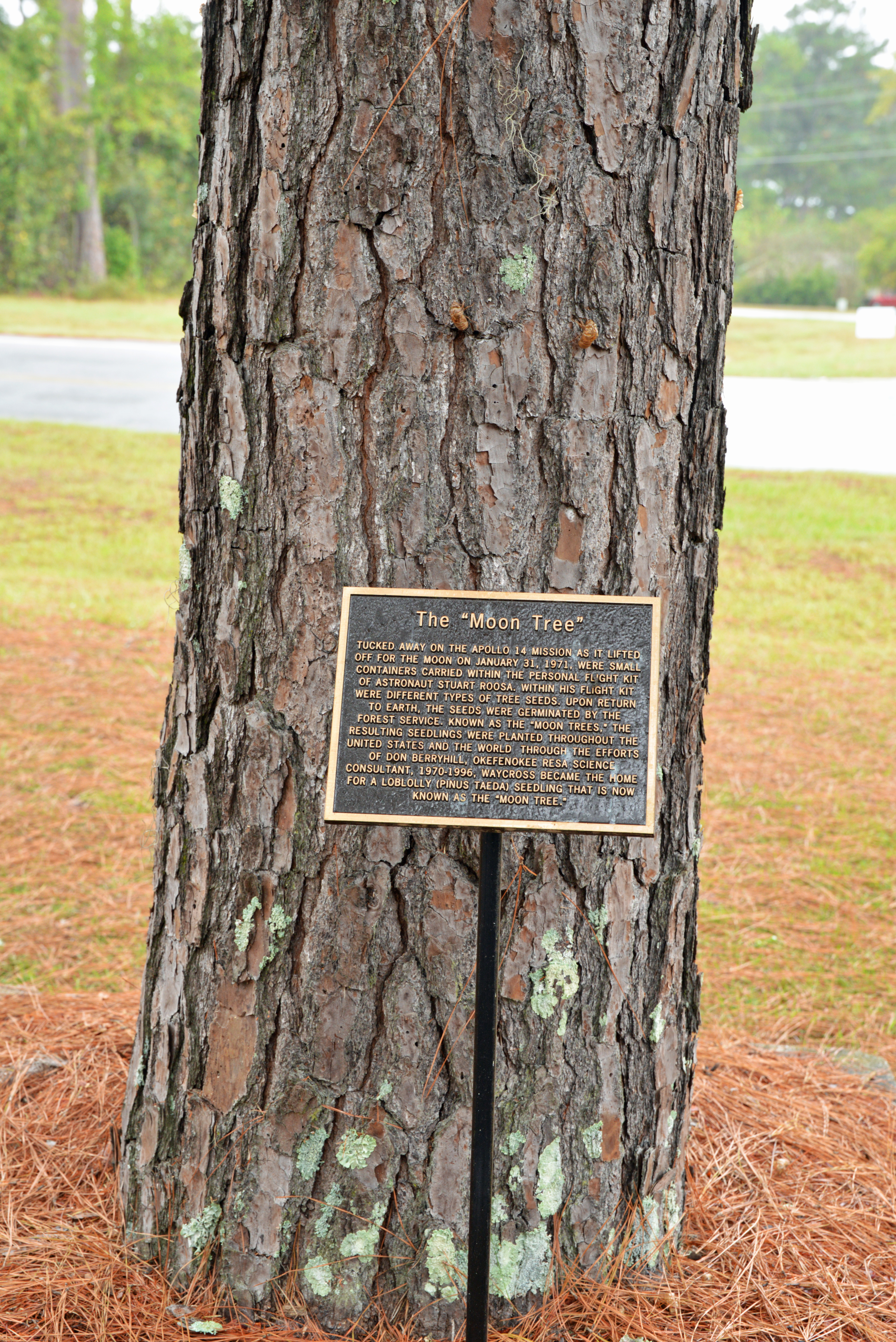
Árbol lunar en Waycross, Georgia.
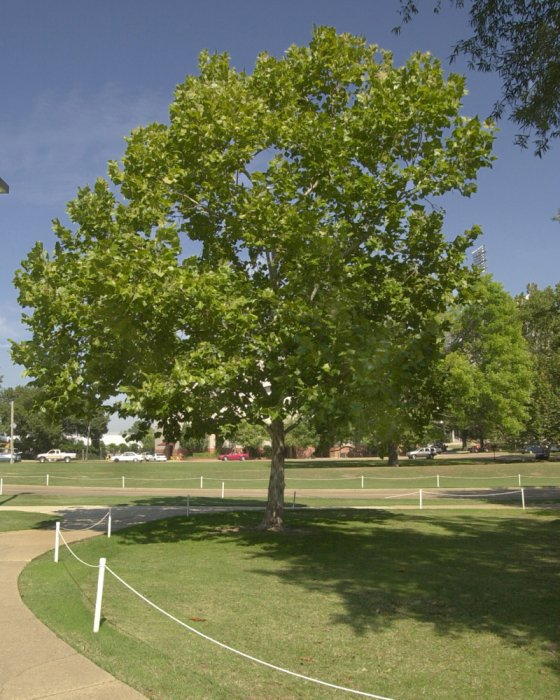
Árbol lunar en el campus de la Universidad Estatal de Mississippi.